# Burgenlandkroater

Burgenland i Österrike.

Burgenlandkroater (tyska: Burgenlandkroaten, kroatiska: Gradišćanski Hrvati) är benämningen på de personer som tillhör den kroatiska minoriteten i Burgenland (Gradišće) i Österrike, västra Ungern längs med gränsen till Österrike och Burgenland samt i gränsområdena mellan Slovakien och Österrike. Det finns 30 000–45 000 burgenlandkroater i Österrike, varav de flesta är bosatta i Burgenland där de utgör den största etniska minoriteten. Sett till antalet individer bor det flest burgenlandkroater i Burgenlands huvudstad Eisenstadt (Željezno). Burgenlandkroaterna räknas som en autokton folkgrupp och är en av sex erkända minoriteter i Österrike som åtnjuter speciella rättigheter.

## Historia

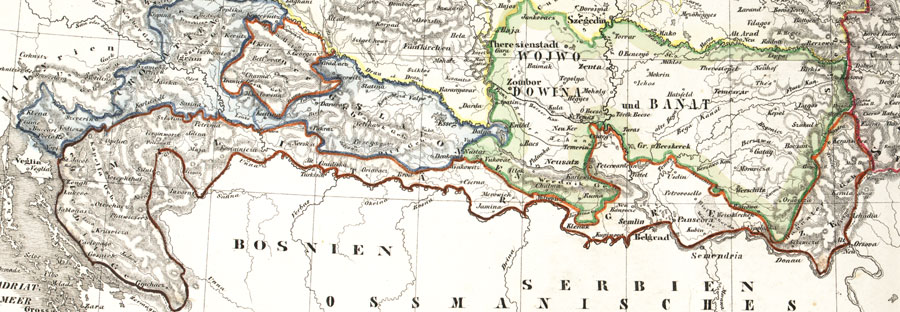
Gränsområdet från vilket kroaterna emigrerade ifrån.

1527–1918 var Kroatien en del av den habsburgska monarkin. Den kroatiska provinsen utgjorde rikets södra del och gränsade till det Osmanska riket (dagens Bosnien och Hercegovina och Serbien). Det Osmanska rikets framryckningar och intrång i de habsburgska länderna under 1500-talet ledde till att många kroater tog sin tillflykt norrut. Den habsburgska kronan erbjöd dessa kroater landrättigheter i Burgenland, då en del av den ungerska rikshalvan, och en möjlighet till fredlig tillvaro. De kroatiska migranterna kom företrädandevis från regionerna Banovina, Gorski kotar, Kordun, Krbava och Lika. Dagens burgenlandkroater är ättlingar till dessa bosättare. 
 

## Språk

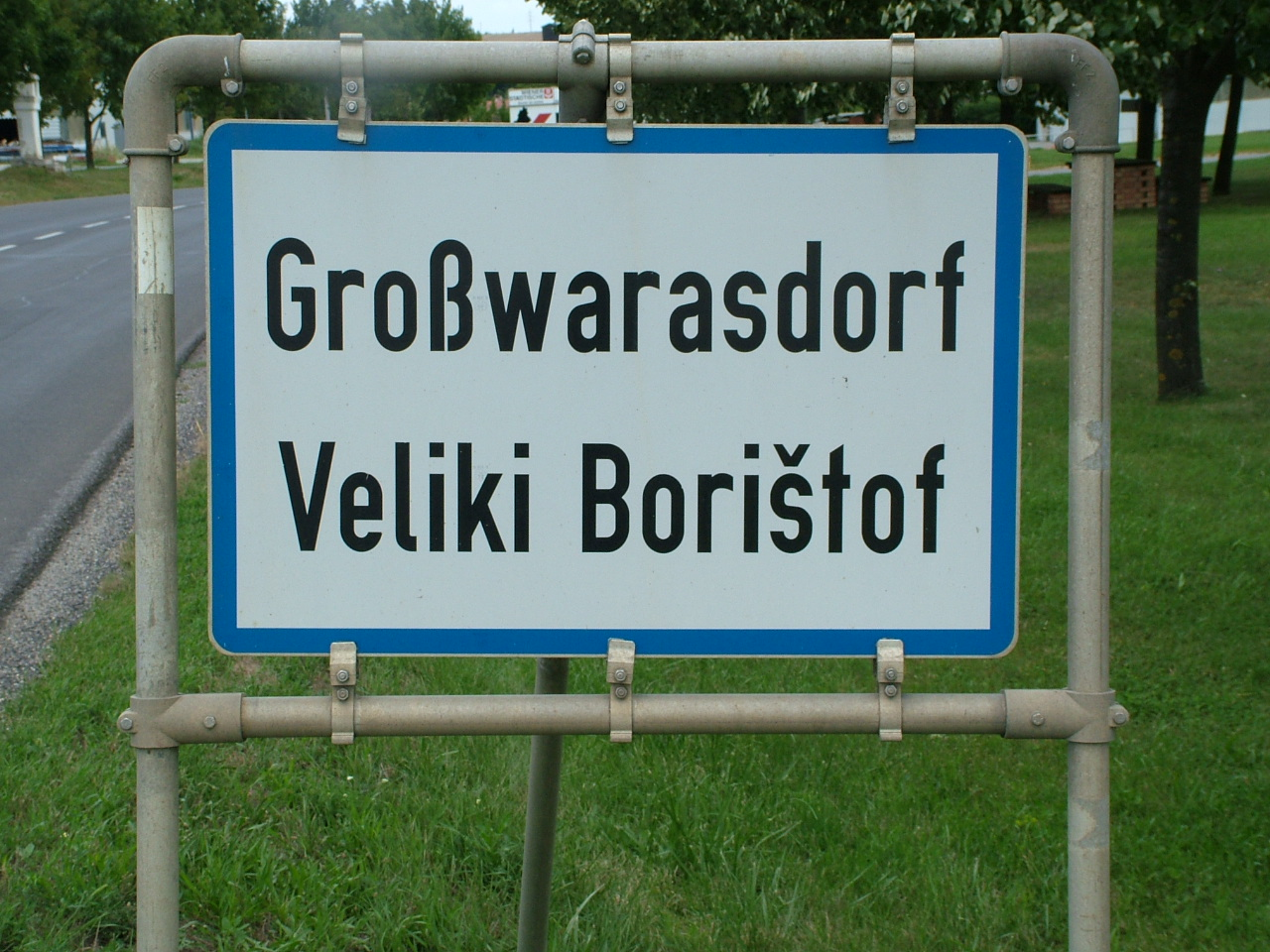
Tvåspråkig vägskylt i Burgenland.

Burgenlandkroaterna talar en äldre variant av dagens kroatiska som är baserad på den čakaviska dialekten. Även om burgenlandkroaterna använder ålderdomliga fraser som inte används i dagens kroatiska samt använder sig av många tyska och ungerska lånord finns det en ömsesidig begriplighet mellan de två varieteterna av språket. Burgenlandskroatiska talas i "språköar" över hela Burgenland utom i Jennersdorf i den allra sydligaste delen av Burgenland. Idag finns det inga samhällen där det talas enbart burgenlandkroatiska men i Oberpullendorf (Gornja Pula) och vissa delar av Eisenstadt finns en stor mängd aktiva talare. Enligt statistiska uppgifter från 1991 uppgav 19 420 personer i Burgenland att kroatiska var deras modersmål. Burgenlandkroaterna är välintegrerade i det österrikiska samhället och talar bredvid burgenlandkroatiska flytande tyska.

## Kända burgenlandkroater (urval)
- Dietrich Mateschitz - Affärsman och grundare av Red Bull
- Norbert Darabos – Österrikes försvarsminister 2008-
- Nikolaus Berlakovich – Österrikes miljö- och jordbruksminister 2008-
- Fred Sinowatz – Österrikes förbundskansler 1983-1986
- Andreas Ivanschitz – fotbollsspelare
- Willi och Lukas Resetarits – kända musikartister
- Peter Resetarits - känd journalist
- Barbara Karlich – pratprogramsvärdinna i österrikisk television
- Lothar Rendulic – Wehrmachtgeneral
- Terezija Stoisits – österrikisk ombudsman